# Вестминстерская система

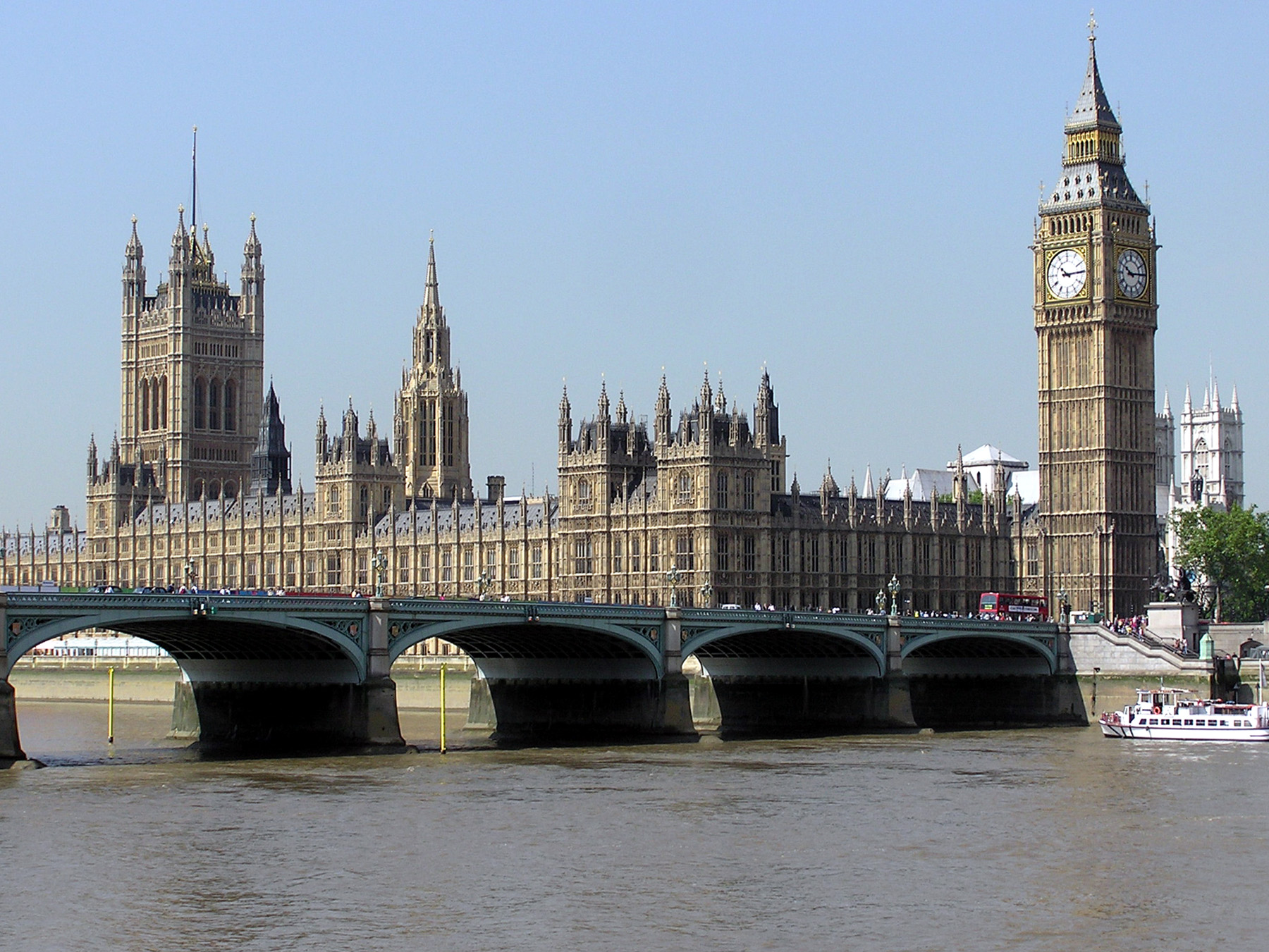
Вестминстерский дворец

Вестми́нстерская систе́ма — демократическая парламентская система государственного управления, построенная на принципах государственной модели Великобритании. Своё название она получила по названию Вестминстерского дворца, в котором проходят заседания парламента Великобритании.
Вестминстерская система характерна для государств Содружества Наций. Начало её использования положили канадские провинции и австралийские колонии Великобритании в середине XIX века.
Характерными чертами, определяющими Вестминстерскую систему, являются:
- Наличие главы государства, имеющего лишь церемониальные и представительские функции;
- Наличие главы правительства, назначаемого главой государства, и являющегося, как правило, главой политической партии, имеющей большинство в парламенте;
- Наличие механизма исполнительной власти, как правило, в форме кабинета, возглавляемого главой правительства;
- Наличие парламентской оппозиции и многопартийной системы в стране;
- Наличие бикамерализма (двухпалатного парламента) и допустимость уникамерализма (однопалатного парламента);
- Возможность для парламента выразить недоверие правительству;
- Возможность распустить парламент и объявить внеочередные выборы.